# بضع التلفيف الحزامي ثنائي الجانب
بضع التلفيف الحزامي ثنائي الجانب هو نوع من أنواع الجراحة النفسية، والتي بدأ العمل بها في 1948 كبديل لبضع الفص الجبهي. تُستخدم هذه العملية في الوقت الحاضر لعلاج الاكتئاب واضطراب الوسواس القهري. استُخدمت هذه العملية لعلاج الإدمان في روسيا خلال السنوات الأولى من القرن الحادي والعشرين. تُستخدم أيضًا في علاج الألم المزمن. تهدف هذه العملية الجراحية إلى قطع الألياف العصبية فوق الثفنية التابعة للحزمة الحزامية، والتي تمر خلال القشرة الحزامية الأمامية.

## خلفية تاريخية
بدأ العمل بعملية بضع التلفيف الحزامي في أربعينيات القرن العشرين كبديل لعملية بضع الفص الجبهي على أمل التخفيف من حدة أعراض الأمراض النفسية وتقليل الآثار غير المرغوبة للعملية الجراحية السابقة (مثل تغير الشخصية، إلخ.). اقتُرحت هذه العملية من قبل عالم النفس الأمريكي جون فاركوهار فولتون الذي قال في اجتماع لمجتمع جراحي الأعصاب البريطانيين في 1947: «يبدو أن عملية بضع التلفيف الحزامي هي البديل المناسب لعملية بضع مقدم الفص الجبهي». اشتُق هذا من فرضية عالم تشريح الأعصاب جيمس بابز الذي ظن أن للحزمة الحزامية دور مهم في تركيب الدارة التشريحية التي يُعتقد أنها تلعب دورًا مؤثرًا في التحكم بالعاطفة. جاءت أول التقارير عن استخدام بضع التلفيف الحزامي على المرضى النفسيين من جاي لو بو في باريس وهيو كيرنز في أكسفورد وكينيث ليفينغستون في أوريغون.

## الأعراض الجانبية
يتعافى المرضى من هذه العملية عادة خلال مدة تصل إلى أربعة أيام. مع ذلك، توجد حالات لبعض المرضى الذين أُخرجوا من المستشفى بعد 48 ساعة من إجراءهم للعملية. تتضمن المضاعفات الطفيفة وقصيرة الأمد، والتي ترتبط عادة بعملية بضع التلفيف الحزامي ثنائي الجانب وتُشابه تلك المضاعفات التي تحدث بعد التداخلات الجراحية في الرأس، كلًا من الغثيان والتقيؤ وآلام في الرأس. مع ذلك، وفي بعض الحالات، يُبدي المرضى أعراضًا للصرع تظهر أحيانًا بعد شهرين من إجراء التداخل الجراحي. جرى التساؤل في ما إذا كان لنوبات الصرع هذه علاقة بعملية بضع التلفيف الحزامي، إذ لوحظ وجود مثل هذه النوبات لدى مرضى لديهم تاريخ مرضي يُفيد بإصابتهم بهذه الحالة مسبقًا.